# Let’s Go
Let’s Go ist ein Album der Punkband Rancid von 1994.

## Titelliste
1. Nihilism – 2:02
2. Radio – 2:51
3. Side Kick – 2:01
4. Salvation – 2:54
5. Tenderloin – 1:32
6. Let’s Go – 1:26
7. As One – 1:34
8. Burn – 2:11
9. The Ballad Of Jimmy & Johnny – 1:39
10. Gunshot – 1:50
11. I Am The One – 1:57
12. Gave It Away – 1:13
13. Ghetto Box – 1:11
14. Harry Bridges – 2:21
15. Black & Blue – 1:59
16. St. Mary – 2:09
17. Dope Sick Girl – 2:15
18. International Cover-Up – 1:44
19. Solidarity – 1:31
20. Midnight – 1:55
21. Motorcycle Ride – 1:20
22. Name – 2:12
23. 7 Years Down – 2:35

## Anmerkung
Der Sänger und Frontmann von Green Day, Billie Joe Armstrong, war am Text des Songs Radio beteiligt.

## Rezeption
Von den Lesern des US-amerikanischen Musikmagazins Guitar World wurde es im November 2011 in die Top Ten der besten Alben des Jahres 1994 gewählt.
Stephen Thomas Erlewine von Allmusic beschrieb das Album als „schiere Energie“ („sheer energy“). Er lobte die Musik als „eine weniger ernste und party-taugliche Version von The Clash“ („less-serious, party-ready version of The Clash“). Das Album erhielt eine Wertung von 4,5 von 5 Sternen, wobei das Lied Salvation einen ersten Erfolg für Rancid darstellte.

## Kommerzieller Erfolg

### Chartplatzierungen
Nach der Veröffentlichung des Albums am 14. Juni 1994 erreichte das Album am 8. April 1995 Platz 97 in den amerikanischen Albumcharts.
| ChartsChartplatzierungen       | Höchstplatzierung | Wochen |
| ------------------------------ | ----------------- | ------ |
| Vereinigte Staaten (Billboard) | 97 (11 Wo.)       | 11     |

### Auszeichnungen für Musikverkäufe
Rund 5 Jahre nach Veröffentlichung war das Album über 500.000 mal verkauft worden, so dass es in den USA mit der Goldenen Schallplatte ausgezeichnet wurde.
| Land/Region               | Auszeichnungen für Musikverkäufe (Land/Region, Auszeichnung, Verkäufe) | Verkäufe |
| ------------------------- | ---------------------------------------------------------------------- | -------- |
| Vereinigte Staaten (RIAA) | Gold                                                                   | 500.000  |
| Insgesamt                 | 1× Gold ·                                                              | 500.000  |